# Fissipedia
Fissípedes é uma subordem proposta dos mamíferos da ordem Carnivora, que teoricamente poderiam ser divididos entre os fissípedes e os Pinípedes (focas e morsas).
Fissípedes são os carnívoros que possuem extremidades normais, patas providas de dedos separados, não de nadadeiras como os pinípedes. Esses animais andam, ora apoiando a planta do pé no solo (plantígrados), ora apoiando nele somente os dedos, especificamente, a ponta dos dedos (digitígrados).
Os fissípedes estariam divididos em várias famílias, incluindo: Canidae (cão, raposa, lobo); Procyonidae (quati, guaxinim); Mustelidae (doninha, lontra, texugo); Ursidae (urso); Ailuridae (panda); Mephitidae (cangambá); Viverridae (civeta); Hyaenidae (hiena); Herpestidae (mangusto) e Felidae (gato, leão, tigre).